# Mamerthes marginalis
Mamerthes marginalis är en fjärilsart som beskrevs av Walker 1862. Mamerthes marginalis ingår i släktet Mamerthes och familjen nattflyn. Inga underarter finns listade i Catalogue of Life.